# Suddenly Last Summer (canción)
«Suddenly Last Summer» es una canción de The Motels estrenada en agosto de 1983 como el primer sencillo de su cuarto álbum Little Robbers. Fue el segundo y último "top 10" del grupo.

## Historia
El título de la canción remite a una obra de teatro homónima de Tennessee Williams, estrenada en 1958 en el circuito off-Broadway; curiosamente, Williams falleció en febrero de 1983, el mismo mes en el que The Motels regresó a estudio para grabar Little Robbers, el álbum que contiene la canción. La vocalista líder, Martha Davis, dijo en varias entrevistas radiales que ella escribió la canción basándose en su vida y en "cómo uno se da cuenta de que el verano está terminando cuando se escucha al camión de helados pasar por última vez y uno sabe que no volverá por algún tiempo".

## Video
Un camión de helados aparece a lo largo del video musical (dirigido por Val Garay), en el cual aparece una de las hijas de Davis (presuntamente María) y el actor Robert Carradine como el pretendiente de Davis.

## Listas de popularidad
El sencillo comenzó a trepar en el ranking sobre finales de ese verano apareciendo en el n° 60 del Billboard Hot 100 el 3 de septiembre de 1983, llegando a alcanzar el puesto n° 9 el 19 de noviembre de ese mismo año. "Suddenly Last Summer" llegó al n° 18 en el ranking "Adult Contemporary" y n° 1 en el ranking Billboard Top Tracks de Estados Unidos, única vez en la que una canción de The Motels alcanzó el primer puesto de un ranking.

## Curiosidades
El lado B del sencillo de 7" era "Some Things Never Change."
La canción fue incluida en el álbum compilación de 1990, No Vacancy: Best of the Motels.
La canción también apareció en la banda sonora de la serie de TV Breaking Bad.
Dos versiones dance no autorizadas han sido hechas de la canción; una con una ritmo tecno y otra con ritmo tropical.